# Мелили
Мелили (итал. Melilli) је насеље у Италији у округу Сиракуза, региону Сицилија.
Према процени из 2011. у насељу је живело 6593 становника. Насеље се налази на надморској висини од 254 м.

## Становништво
Према резултатима пописа становништва 2011. у општини је живело 13.076 становника.
| 1936. | 1951. | 1961. | 1971. | 1981. | 1991.  | 2001.  | 2011.  |
| ----- | ----- | ----- | ----- | ----- | ------ | ------ | ------ |
| 5.323 | 5.969 | 7.227 | 8.899 | 9.723 | 11.656 | 12.216 | 13.076 |

## Партнерски градови
- Мидлтаун